# Pico da Bandeira
Pour les articles homonymes, voir Bandeira.
Le pico da Bandeira est le troisième point le plus haut du Brésil, avec 2 891 mètres d'altitude. Il a été tenu jusqu'en 1965 comme le point culminant du pays avant que le pico da Neblina et le pico 31 de Março ne soient découverts et mesurés. Il est situé sur la limite entre le Minas Gerais et l'Espírito Santo dans la Serra do Caparaó. Le pico da Bandeira est le plus accessible des grands sommets brésiliens, car il existe des sentiers d'accès bien balisés tant du côté de l'Espírito Santo que de celui du Minas Gerais.

## Toponymie
Le sommet doit son nom, qui signifie « pic du drapeau » en français, à l'empereur Pierre II. Autour de 1859, il décide que le sommet, tenu pour le point culminant du pays, doit comporter un drapeau de l'empire.

## Géographie
Une des caractéristiques remarquables par sa rareté est l'isolation topographique de cette montagne. En effet, comme elle est le plus haut sommet du plateau brésilien, il n'existe aucune montagne d'altitude équivalente ou supérieure dans un rayon de 2 344 km qui s'étend jusqu'aux Andes boliviennes.
Sur le continent américain, seuls l'Aconcagua, le mont McKinley, le pic d'Orizaba et le mont Whitney sont plus isolés topographiquement et le répertoire mondial ne comporte pas plus d'une vingtaine de montagnes ayant un niveau d'isolement équivalent ou supérieur.